# Lijst van Stolpersteine in Vlaanderen

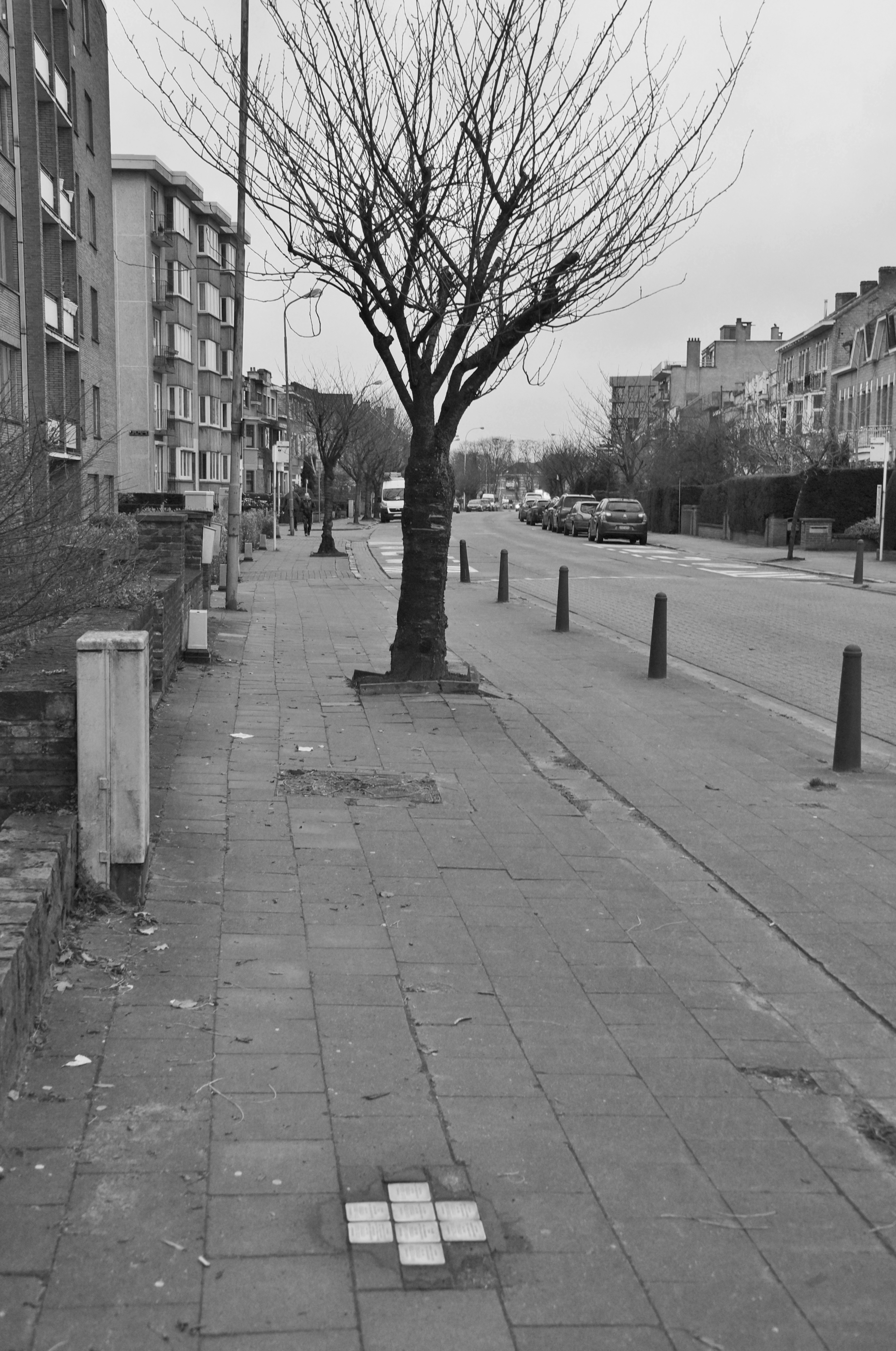
Stolpersteine in Leuven

De lijst van Stolpersteine in Vlaanderen geeft een overzicht van de gedenkstenen die in Vlaamse steden zijn geplaatst in het kader van het Stolpersteine-project van de Duitse beeldhouwer-kunstenaar Gunter Demnig. Stolpersteine worden ook wel struikelstenen, gedenkkasseien of pavés de mémoire (in het Franstalig landsgedeelte van België) genoemd. Omdat het Stolpersteine-project doorloopt, kan deze lijst onvolledig zijn.
Voor een overzicht van de Stolpersteine in andere gewesten, zie de Lijst van Stolpersteine in Wallonië en de lijst van Stolpersteine in het Brussels Hoofdstedelijk Gewest. 
Het meest actuele overzicht is te vinden via de app Stolpersteine www.stolpersteine.app, te downloaden voor IOS en Android. 

## Provincie Antwerpen
Antwerpen

### Antwerpen
In de stad Antwerpen was het tot 2018 verboden Stolpersteine te plaatsen. Niettemin werden er vóór 2018 toch 2 geplaatst. Sindsdien werden er bijna 200 (1/7/2024) geplaatst: 72 in het district Antwerpen, dertien in Berchem, vierentwintig in Borgerhout, 71 in Deurne, 5 in Hoboken, 6 in Merksem, 2 in Wilrijk, 1 in Borsbeek (district van de stad Antwerpen vanaf 1.1.2025) . Daarnaast nog in verschillende andere gemeenten van de provincie, onder andere Puurs, Boom, Herentals en Zwijndrecht (vanaf 1.1.2025 provincie Oost-Vlaanderen).
| Stolperstein | Inscriptie | Adres                                       | Biografie                                                        |
| ------------ | --- | ------------------------------------------- | ---------------------------------------------------------------- |
|              | HIER WOONDE HANS AMENT GEB. 1934 OOSTENRIJK AANGEHOUDEN 6.4.1944 IZIEU GEVANGEN MONTLUC, DRANCY WEGGEVOERD 30.5.1944 VERMOORD AUSCHWITZ                 | Antwerpen, Haringrode, Lange Leemstraat 257 | Hans Ament (sponsor Maison d’Izieu)                              |
|              | HIER WOONDE SALOMON BIRNZWEIG GEB. 1883 AANGEHOUDEN 16.6.1943 GEINTERNEERD MECHELEN GEDEPORTEERD 1943 AUSCHWITZ VERMOORD                                | Antwerpen, Lange Kievitstraat 62            | Salomon Birnzweig                                                |
|              | HIER WOONDE ESTER BIRNZWEIG-ECHT GEB. 1885 AANGEHOUDEN 16.6.1943 GEINTERNEERD MECHELEN GEDEPORTEERD 1943 AUSCHWITZ VERMOORD                             | Antwerpen, Lange Kievitstraat 62            | Ester Birnzweig-Echt                                             |
|              | HIER WOONDE ABRAHAM EIZIK-ALBERT BORUCHOWITCH GEB. 1887 RUSSLANd AANGEHOUDEN 11.9.1942 GEINTERNEERD MECHELEN GEDEPORTEERD AUSCHWITZ VERMOORD 11.10.1942 | Antwerpen, Lange Leemstraat 12              | Abraham Eizik-Albert Boruchowitch (1887-1942)                    |
|              | HIER WOONDE LUCIENNE FRIEDLER GEB. 1939 AANGEHOUDEN 6.4.1944 IZIEU GEVANGEN MONTLUC, DRANCY WEGGEVOERD 30.5.1944 VERMOORD AUSCHWITZ                     | Antwerpen, Van Luppenstraat 52              | Lucienne Friedler (sponsor Maison d’Izieu)                       |
|              | HIER WOONDE MEYER GLIKSBERG GEB. 1892 POLEN TODT ORGANISATIE ZOMER 1942 ATLANTISCHE MUUR GEINTERNEERD MECHELEN GEDEPORTEERD 1942 AUSCHWITZ VERMOORD     | Antwerpen, Lange Kievitstraat 73            | Meyer Gliksberg                                                  |
|              | HIER WOONDE MOSES AVRAHAM GÖTZ GEB. 1898 GEARRESTEERD 16.12.1941 HECHTENIS SAINT-GILLES BREENDONCK-MECHELEN GEDEPORTEERD 1943 AUSCHWITZ VERMOORD        | Antwerpen, Arendstraat 35                   | Moses Avraham Götz (sponsor Muriel Hollander)                    |
|              | HIER WOONDE MORDKA-JACOB LIEBERMAN GEB. 1882 POLEN AANGEHOUDEN 21.10.1942 GEINTERNEERD MECHELEN GEDEPORTEERD 1942 AUSCHWITZ VERMOORD                    | Antwerpen, Kleine Beerstraat 15             | Mordka-Jacob Lieberman                                           |
|              | HIER WOONDE MALKA LIEBERMAN-ZIN GEB. 1882 POLEN AANGEHOUDEN 21.10.1942 GEINTERNEERD MECHELEN GEDEPORTEERD 1942 AUSCHWITZ VERMOORD                       | Antwerpen, Kleine Beerstraat 15             | Malka Lieberman-Zin (1882–1942)                                  |
|              | HIER WOONDE PAUL LIPSCHITZ GEB. 1892 AANGEHOUDEN 11.1.1943 GEINTERNEERD MECHELEN GEDEPORTEERD 1943 AUSCHWITZ VERMOORD                                   | Antwerpen, Lamorinièrestraat 66             | Paul Lipschitz (1892–1943), (sponsor Paul Smietana)              |
|              | HIER WOONDE FLORIE LIPSCHITZ- SHERMAN GEB. 1897 AANGEHOUDEN 11.1.1943 GEINTERNEERD MECHELEN GEDEPORTEERD 1943 AUSCHWITZ VERMOORD                        | Antwerpen, Lamorinièrestraat 66             | Florie Lipschitz-Sherman (1897–1943), (sponsor Paul Smietana)    |
|              | HIER WOONDE JETTE MAHLER-POSER GEB. 1858 POLEN AANGEHOUDEN 22.9.1942 GEINTERNEERD MECHELEN GEDEPORTEERD 1942 AUSCHWITZ VERMOORD                         | Antwerpen, Kipdorpvest 46                   | Jette Mahler-Poser (1858-1942/45)                                |
|              | HIER WOONDE REIZEL RYFKA MARGULIES-GROSS GEB. 1867 POLEN AANGEHOUDEN 22.9.1942 GEINTERNEERD MECHELEN GEDEPORTEERD 1942 AUSCHWITZ VERMOORD               | Antwerpen, Kipdorpvest 46                   | Rosa Reisel Margulis-Gross (1867-1942/45), auch Ryfka bzw. Rifka |
|              | HIER WOONDE JOSEPH PACK GEB. 1910 POLEN TODT ORGANISATIE ZOMER 1942 ATLANTISCHE MUUR GEINTERNEERD MECHELEN GEDEPORTEERD 1942 AUSCHWITZ VERMOORD         | Antwerpen, Kleine Beerstraat 15             | Joseph Pack                                                      |
|              | HIER WOONDE PAULA PACK GEB. 1935 AANGEHOUDEN 21.10.1942 GEINTERNEERD MECHELEN GEDEPORTEERD 1942 AUSCHWITZ VERMOORD                                      | Antwerpen, Kleine Beerstraat 15             | Paula Pack                                                       |
|              | HIER WOONDE TONIA PACK GEB. 1937 AANGEHOUDEN 21.10.1942 GEINTERNEERD MECHELEN GEDEPORTEERD 1942 AUSCHWITZ VERMOORD                                      | Antwerpen, Kleine Beerstraat 15             | Tonia Pack                                                       |
|              | HIER WOONDE MATTEL PACK-LIEBERMAN GEB. 1908 POLEN AANGEHOUDEN 21.10.1942 GEINTERNEERD MECHELEN GEDEPORTEERD 1942 AUSCHWITZ VERMOORD                     | Antwerpen, Kleine Beerstraat 15             | Mattel Pack-Lieberman                                            |
|              | HIER WOONDE ANNA RUTZKI GEB. 1920 AANGEHOUDEN 3.9.1943 GEVANGEN DOSSIN MECHELEN WEGGEVOERD 22.9.1943 VERMOORD AUSCHWITZ                                 | Antwerpen, Lange Leemstraat 144             | Anna Rutzki ook Anna Rutzki-Workum (1920-1943/45)                |
|              | HIER WOONDE MALA LEJA SUSSKIND GUTGOLD GEB. 1892 POLEN AANGEHOUDEN 6.10.1942 MECHELEN WEGGEVOERD 10.10.1942 VERMOORD AUSCHWITZ                          | Antwerpen, Provinciestraat 167              | Mala Leja Susskind Gutgold                                       |
|              | HIER WOONDE KEYLA GITLA SZAFIRSZTEJN GEB. 1894 GEARRESTEERD 23.9.1940 RIVESALTES - DRANCY GEDEPORTEERD 1942 AUSCHWITZ VERMOORD 17.8.1942                | Antwerpen, Stoomstraat 3                    | Keyla Gitla Szafirsztejn                                         |
|              | HIER WOONDE WOLF SZPIGIELMAN GEB. 1883 POLEN AANGEHOUDEN 10.10.1942 GEINTERNEERD MECHELEN GEDEPORTEERD 1942 AUSCHWITZ VERMOORD                          | Antwerpen, Boomgaardstraat 302              | Wolf Szpigielman (sponsor familie Seidman)                       |
|              | HIER WOONDE SURA RYWKA SZPIGIELMAN-KOLIN GEB. 18839POLEN AANGEHOUDEN 10.10.1942 GEINTERNEERD MECHELEN GEDEPORTEERD 1942 AUSCHWITZ VERMOORD              | Antwerpen, Boomgaardstraat 302              | Sura Rywka Szpigielman-Kolin (sponsor familie Seidman)           |
|              | HIER WOONDE HERMAN TETELBAUM GEB. 1933 AANGEHOUDEN 1944 IZIEU GEVANGEN MONTLUC, DRANCY WEGGEVOERD 13.4.1944 VERMOORD AUSCHWITZ                          | Antwerpen, Somersstraat 34                  | Herman Tetelbaum                                                 |
|              | HIER WOONDE MAX TETELBAUM GEB. 1931 AANGEHOUDEN 6.4.1944 IZIEU GEVANGEN MONTLUC, DRANCY WEGGEVOERD 13.4.1944 VERMOORD AUSCHWITZ                         | Antwerpen, Somersstraat 34                  | Max Tetelbaum                                                    |
|              | HIER WOONDE NICO DAVID WORKUM GEB. 1907 NEDERLAND AANGEHOUDEN 3.9.1943 GEVANGEN DOSSIN MECHELEN WEGGEVOERD 22.9.1943 VERMOORD AUSCHWITZ                 | Antwerpen, Lange Leemstraat 144             | Nico David Workum (1907-1943/45)                                 |

#### Berchem
In Berchem liggen negen Stolpersteine op vijf adressen.
| Stolperstein | Inscriptie | Adres                                 | Biografie                                             |
| ------------ | --- | ------------------------------------- | ----------------------------------------------------- |
|              | HIER WOONDE VIGDOR GETZEL HOLLANDER GEB. 1887 GEARRESTEERD 12.9.1942 HECHTENIS MECHELEN GEDEPORTEERD 1942 AUSCHWITZ VERMOORD            | Berchem, Uitbreidingsstraat 564       | Vigdor Getzel Hollander (sponsor Muriel Hollander)    |
|              | HIER WOONDE ZELIK KAGAN GEB. 1924 POLEN TODT ORGANISATIE GETRANSFEREERD 29.10.1942 MECHELEN GEDEPORTEERD 1942 AUSCHWITZ VERMOORD        | Berchem, Velodroomstraat 5            | Zelik Kagan (1924-1942/45)                            |
|              | HIER WOONDE PHILIPPE LEEMANS GEB. 1924 WEERSTANDER AANGEHOUDEN 27.6.1943 GEDEPORTEERD 1943 TEREZIN VERMOORD MEI 1945                    | Berchem, Transvaalstraat 19           | Philippe Leemans (1924-1945)                          |
|              | HIER WOONDE CHAJA RIWKA LIPSZYC GEB. 1890 POLEN AANGEHOUDEN 3.9.1943 GEVANGEN DOSSIN MECHELEN WEGGEVOERD 22.9.1943 VERMOORD AUSCHWITZ   | Berchem, Velodroomstraat 5            | Chaja Riwka Lipszyc (1890-1943/45)                    |
|              | HIER WOONDE LEJA RIWKA LIPSZYC GEB. 1895 POLEN AANGEHOUDEN 12.8.1942 GEVANGEN DOSSIN MECHELEN WEGGEVOERD 15.8.1942 VERMOORD AUSCHWITZ   | Berchem, Velodroomstraat 5            | Leja Riwka Lipszyc (1895-1942/45)                     |
|              | HIER WOONDE ELIAS CHAIM RUTZKI GEB. 1884 RUSSLAND AANGEHOUDEN 3.9.1943 GEVANGEN DOSSIN MECHELEN WEGGEVOERD 22.9.1943 VERMOORD AUSCHWITZ | Berchem, Velodroomstraat 5            | Elias Chaim Rutzki (1884-1943/45)                     |
|              | HIER WOONDE SIEGFRIED RUTZKI GEB. 1930 AANGEHOUDEN 3.9.1943 GEVANGEN DOSSIN MECHELEN WEGGEVOERD 22.9.1943 VERMOORD AUSCHWITZ            | Berchem, Velodroomstraat 5            | Siegfried Rutzki (1930-1943/45)                       |
|              | HIER WOONDE LACE TENNENBAUM GEB. 1878 GEARRESTEERD 9.1943 GEDEPORTEERD 1943 UIT DRANCY VERMOORD AUSCHWITZ                               | Berchem, Generaal Capiaumontstraat 37 | Lace Tennenbaum (sponsor Michel Lempel en Betty Fuss) |
|              | HIER WOONDE EMILE ZUCKERBERG GEB. 1938 AANGEHOUDEN 6.4.1944 IZIEU GEVANGEN MONTLUC, DRANCY WEGGEVOERD 15.4.1944 VERMOORD AUSCHWITZ      | Berchem, Pretoriastraat 30            | Émile Zuckerberg                                      |

#### Borgerhout
In Borgerhout liggen negen Stolpersteine op vier adressen.
| Stolperstein | Inscriptie | Adres                       | Biografie                      |
| ------------ | --- | --------------------------- | ------------------------------ |
|              | HIER WOONDE ELIEZER (LÉON) HELFGOTT GEB. 1919 WEERSTANDER GEARRESTEERD 8.1942 GEDEPORTEERD VERMOORD MEI 1943 AUSCHWITZ                     | Borgerhout, Moorkensplein 2 | Eliezer (Léon) Helfgott        |
|              | HIER WOONDE SIMON HELFGOTT GEB. 1920 WEERSTANDER VERMOORD 23.4.1943 DEURNE                                                                 | Borgerhout, Moorkensplein 2 | Simon Helfgott                 |
|              | HIER WOONDE MARCEL MERMELSTEIN GEB. 1937 AANGEHOUDEN 1944 IZIEU GEVANGEN MONTLUC, DRANCY WEGGEVOERD 1944 VERMOORD AUSCHWITZ                | Borgerhout, Marinisstraat 3 | Marcel Mermelstein             |
|              | HIER WOONDE PAULA MERMELSTEIN GEB. 1934 AANGEHOUDEN 6.4.1944 IZIEU GEVANGEN MONTLUC, DRANCY WEGGEVOERD 20.5.1944 VERMOORD AUSCHWITZ        | Borgerhout, Marinisstraat 3 | Paula Mermelstein              |
|              | HIER WOONDE HEYNOCH SMIETANA GEB. 1889 POLEN AANGEHOUDEN 1.8.1942 GEINTERNEERD MECHELEN GEDEPORTEERD 1942 AUSCHWITZ VERMOORD               | Borgerhout, Kroonstraat 205 | Heynoch Smietana               |
|              | HIER WOONDE HANA TAUBA SMIETANA-STEINKELER GEB. 1899 POLEN AANGEHOUDEN 1.8.1942 GEINTERNEERD MECHELEN GEDEPORTEERD 1942 AUSCHWITZ VERMOORD | Borgerhout, Kroonstraat 205 | Hana Tauba Smietana-Steinkeler |
|              | HIER WOONDE NATHAN ARON WOLF GEB. 1939 AANGEHOUDEN 16.8.1942 GEINTERNEERD MECHELEN GEDEPORTEERD 1942 AUSCHWITZ VERMOORD 20.8.1942          | Borgerhout, Kroonstraat 189 | Nathan Aron Wolf               |
|              | HIER WOONDE RENEE WOLF GEB. 1937 AANGEHOUDEN 16.8.1942 GEINTERNEERD MECHELEN GEDEPORTEERD 1942 AUSCHWITZ VERMOORD 20.8.1942                | Borgerhout, Kroonstraat 189 | Renée Wolf                     |
|              | HIER WOONDE ROSA WOLF- MARINOWER GEB. 1914 AANGEHOUDEN 16.8.1942 GEINTERNEERD MECHELEN GEDEPORTEERD 1942 AUSCHWITZ VERMOORD 20.8.1942      | Borgerhout, Kroonstraat 189 | Rosa Wolf-Marinower            |

#### Deurne
In Deurne liggen 51 Stolpersteine op zestien adressen.
| Stolperstein | Inscriptie | Adres                           | Biografie                             |
| ------------ | --- | ------------------------------- | ------------------------------------- |
|              | HIER WOONDE CATHARINA ALDEWERELD GEB. 1904 GEARRESTEERD 28.8.1942 GEÏNTERNEERD MECHELEN GEDEPORTEERD 1942 AUSCHWITZ VERMOORD                                                     | Oude Donklaan 97 Deurne         | Catharina Aldewereld (1904-1942/45)   |
|              | HIER WOONDE GRIETJE BOAS GEB. 1898 GEARRESTEERD 28.8.1942 GEÏNTERNEERD MECHELEN GEDEPORTEERD AUSCHWITZ VERMOORD 8.9.1942                                                         | Confortalei 184 Deurne          | Grietje Boas (1898—1942)              |
|              | HIER WOONDE PESA BRUCHES GEB. 1902 GEÏNTERNEERD MECHELEN GEDEPORTEERD 1942 AUSCHWITZ VERMOORD 2.9.1942                                                                           | De Berlaimontstraat 14 Deurne   | Pesa Bruches (1902-1942)              |
|              | HIER WOONDE CHANA CIESZKOWSKA GEB. 1900 GEARRESTEERD SEPT. 1942 BRUSSEL GEÏNTERNEERD MECHELEN GEDEPORTEERD 1942 AUSCHWITZ VERMOORD                                               | Ten Eekhovelei 337 Deurne       | Chana Cieszkowska (1900-1942/45)      |
|              | HIER WOONDE BETSY COHEN GEB. 1934 GEARRESTEERD 28.8.1942 GEÏNTERNEERD MECHELEN GEDEPORTEERD AUSCHWITZ VERMOORD 11.9.1942                                                         | Oude Donklaan 97 Deurne         | Betsy Cohen (1934-1942)               |
|              | HIER WOONDE HERSCH MOZES COHEN GEB. 1905 GEÏNTERNEERD GEDEPORTEERD 1942 UIT KAZERNE DOSSIN VERMOORD AUSCHWITZ                                                                    | 17 Aldelbert Kennisplein Deurne | Hersch Mozes Cohen (1905-1942/45)     |
|              | HIER WOONDE ISAAC COHEN GEB. 1905 GEARRESTEERD 28.8.1942 GEÏNTERNEERD MECHELEN GEDEPORTEERD AUSCHWITZ VERMOORD 11.9.1942                                                         | Oude Donklaan 97 Deurne         | Isaac Cohen (1905-1942)               |
|              | HIER WOONDE MAURICE COHEN GEB. 1935 GEÏNTERNEERD GEDEPORTEERD 1942 UIT KAZERNE DOSSIN VERMOORD 14.8.1942 AUSCHWITZ                                                               | 17 Aldelbert Kennisplein Deurne | Maurice Cohen (1935-1942)             |
|              | HIER WOONDE SAMSON COHEN GEB. 1904 DWANGARBEID FRANKRIJK GEÏNTERNEERD MECHELEN GEDEPORTEERD 1942 AUSCHWITZ VERMOORD 1.12.1942                                                    | Oude Donklaan 97 Deurne         | Samson Cohen (1904-1942)              |
|              | HIER WOONDE ALIDA DE VRIES GEB. 1909 GEÏNTERNEERD GEDEPORTEERD 1942 UIT KAZERNE DOSSIN VERMOORD AUSCHWITZ                                                                        | 17 Aldelbert Kennisplein Deurne | Alida Cohen-de Vries (1909-1942/45)   |
|              | HIER WOONDE DINA GULDEN GEB. 1927 GEÏNTERNEERD MECHELEN GEDEPORTEERD 1942 AUSCHWITZ VERMOORD 2.9.1942                                                                            | De Berlaimontstraat 14 Deurne   | Dina Gulden (1927-1942)               |
|              | HIER WOONDE MAYER GULDEN GEB. 1902 GEARRESTEERD 5.8.1942 DWANGARBEIT FRANKRIJK GEÏNTERNEERD MECHELEN GEDEPORTEERD 1942 ONTSNAPT UIT TRANSPORT GEDOOD 27.11.1944 V2-BOM ANTWERPEN | De Berlaimontstraat 14 Deurne   | Mayer Gulden (1902-1944)              |
|              | HIER WOONDE MOZES-ARON GULDEN GEB. 1932 GEÏNTERNEERD MECHELEN GEDEPORTEERD 1942 AUSCHWITZ VERMOORD 2.9.1942                                                                      | De Berlaimontstraat 14 Deurne   | Mozes-Aron Gulden (1932-1942)         |
|              | HIER WOONDE SENDER HABER GEB. 1890 GEARRESTEERD 21.1.1943 GEÏNTERNEERD MECHELEN GEDEPORTEERD AUSCHWITZ VERMOORD 22.4.1943                                                        | Cruyslei 88 Deurne              | Sender Haber (1890-1943)              |
|              | HIER WOONDE SONJA HABER GEB. 1926 GEARRESTEERD 21.1.1943 GEÏNTERNEERD MECHELEN GEDEPORTEERD AUSCHWITZ VERMOORD 22.4.1943                                                         | Cruyslei 88 Deurne              | Sonja Haber (1926-1943)               |
|              | HIER WOONDE CHARLOTTE HAMBURGER GEB. 1907 GEARRESTEERD GEÏNTERNEERD MECHELEN GEDEPORTEERD 1942 AUSCHWITZ VERMOORD                                                                | Meeuwenhoflei 121 Deurne        | Charlotte Hamburger (1907—1942/45)    |
|              | HIER WOONDE HARTOG HILLESUM GEB. 28.7.1938 GEARRESTEERD 28.9.1942 GEÏNTERNEERD MECHELEN GEDEPORTEERD 1942 AUSCHWITZ VERMOORD 8.9.1942                                            | Cruyslei 86 Deurne              | Hartog Hillesum (1938-1942)           |
|              | HIER WOONDE JOËL HILLESUM GEB. 1910 DWANGARBEID FRANKRIJK GEÏNTERNEERD MECHELEN GEDEPORTEERD 1942 AUSCHWITZ VERMOORD 31.10.1942                                                  | Cruyslei 86 Deurne              | Joël Hillesum (1910-1942)             |
|              | HIER WOONDE MARIANNE HILLESUM GEB. 25.4.1937 GEARRESTEERD 28.8.1942 GEÏNTERNEERD MECHELEN GEDEPORTEERD 1942 AUSCHWITZ VERMOORD 8.9.1942                                          | Cruyslei 86 Deurne              | Marianne Hillesum (1937-1942)         |
|              | HIER WOONDE REBECCA HILLESUM GEB. 25.4.1937 GEARRESTEERD 28.8.1942 GEÏNTERNEERD MECHELEN GEDEPORTEERD 1942 AUSCHWITZ VERMOORD 8.9.1942                                           | Cruyslei 86                     | Rebecca Hillesum (1937-1942)          |
|              | HIER WOONDE LOUIS DE HOUWER GEB. 1909 VERZETSSTRIJDER GEARRESTEERD 25.9.1942 GEÏNTERNEERD BREENDONK VERMOORD 27.11.1942                                                          | Deurne, Meeuwenhoflei 121       | Louis de Houwer (1909—1942)           |
|              | HIER WOONDE CLARA HUIJSMAN GEB. 1942 GEÏNTERNEERD MECHELEN GEDEPORTEERD 1942 AUSCHWITZ VERMOORD 1943                                                                             | Te Couwelaarlei 31              | Clara Huijsman (1893—1943)            |
|              | HIER WOONDE MORITZ KULIASKO GEB. 1895 GEARRESTEERD APRIL 1944 BRUSSEL GEÏNTERNEERD MECHELEN GEDEPORTEERD 1944 AUSCHWITZ VERMOORD                                                 | Herentalsebaan 164              | Moritz Kuliasko (1907-1944/45)        |
|              | HIER WOONDE FRIMET LÖW GEB. 1895 GEARRESTEERD 21.1.1943 GEÏNTERNEERD MECHELEN GEDEPORTEERD AUSCHWITZ VERMOORD 22.4.1943                                                          | Cruyslei 88                     | Frimet Löw (1895-1943)                |
|              | HIER WOONDE ROSA FRIEDA MENDELSOHN GEB. 1931 GEARRESTEERD SEPT. 1942 BRUSSEL GEÏNTERNEERD MECHELEN GEDEPORTEERD 1942 AUSCHWITZ VERMOORD                                          | Ten Eekhovelei 337              | Rosa Frieda Mendelsohn (1931-1942/45) |
|              | HIER WOONDE SZAJNDLA MENDELSOHN GEB. 1926 GEARRESTEERD SEPT. 1942 BRUSSEL GEÏNTERNEERD MECHELEN GEDEPORTEERD 1942 AUSCHWITZ VERMOORD                                             | Ten Eekhovelei 337 Deurne       | Szajndla Mendelsohn (1926-1942/45)    |
|              | HIER WOONDE SZMUL MENDELSOHN GEB. 1927 GEARRESTEERD SEPT. 1942 BRUSSEL GEÏNTERNEERD MECHELEN GEDEPORTEERD 1942 AUSCHWITZ VERMOORD                                                | Ten Eekhovelei 337 Deurne       | Szmul Mendelsohn (1927-1942/45)       |
|              | HIER WOONDE JANNETTE PLAS GEB. 1905 GEARRESTEERD 28.8.1942 GEÏNTERNEERD MECHELEN GEDEPORTEERD AUSCHWITZ VERMOORD 11.9.1942                                                       | Eksterlaar 23 Deurne            | Jannette Plas (1905-1942)             |
|              | HIER WOONDE JAN DE RIDDER GEB. 1902 POLITIEAGENT WEERSTANDER GEARRESTEERD 14.1.1944 GEDEPORTEERD BUCHENWALD MITTELBAU-DORA VERMOORD                                              | Gallifortlei 244 Deurne         | Jan de Ridder (1902—1944/45)          |
|              | HIER WOONDE ALFONS SCHNEIDER GEB. 1892 GEARRESTEERD 25.5.1944 BEGIJNENSTRAAT GEÏNTERNEERD BREENDONK GEDEPORTEERD BUCHENWALD VERMOORD 5.8.1944 DORA                               | Lundenstraat 64 Deurne          | Alfons Schneider (1892—1944)          |
|              | HIER WOONDE ABRAHAM SEEWALD GEB. 1875 GEARRESTEERD 29.8.1942 GEÏNTERNEERD MECHELEN GEDEPORTEERD 1942 AUSCHWITZ VERMOORD                                                          | Confortalei 157 Deurne          | Abraham Seewald (1875—1942/45)        |
|              | HIER WOONDE ESTHER SEEWALD GEB. 1915 GEÏNTERNEERD MECHELEN GEDEPORTEERD 1942 AUSCHWITZ VERMOORD                                                                                  | Confortalei 157 Deurne          | Esther Seewald (1915—1942/45)         |
|              | HIER WOONDE NINA SEEWALD GEB. 1920 GEÏNTERNEERD MECHELEN GEDEPORTEERD 1942 AUSCHWITZ VERMOORD                                                                                    | Confortalei 157 Deurne          | Nina Seewald (1920—1942/45)           |
|              | HIER WOONDE ROSA SEEWALD GEB. 1926 GEÏNTERNEERD MECHELEN GEDEPORTEERD 1942 AUSCHWITZ VERMOORD 14.8.1942                                                                          | Confortalei 157 Deurne          | Rosa Seewald (1926—1942)              |
|              | HIER WOONDE FREDERIKA SERLUI GEB. 1893 GEARRESTEERD 28.8.1942 GEÏNTERNEERD MECHELEN GEDEPORTEERD AUSCHWITZ VERMOORD 8.9.1942                                                     | Muggenberglei 34 Deurne         | Frederika Serlui (1893—1942)          |
|              | HIER WOONDE ISAAC SERLUI GEB. 1872 GEDEPORTEERD 1944 BUCHENWALD VERMOORD 6.12.1944                                                                                               | Waterbaan 31 Deurne             | Isaac Serlui (1872—1944)              |
|              | HIER WOONDE EVA STOKVISCH GEB. 1931 GEARRESTEERD 28.8.1942 GEÏNTERNEERD MECHELEN GEDEPORTEERD AUSCHWITZ VERMOORD 8.9.1942                                                        | Confortalei 184 Deurne          | Eva Stokvisch (1931—1942)             |
|              | HIER WOONDE JACOB STOKVISCH GEB. 1898 DWANGARBEID FRANKRIJK GEÏNTERNEERD MECHELEN GEDEPORTEERD AUSCHWITZ VERMOORD 24.10.1942                                                     | Confortalei 184 Deurne          | Jacob Stokvich (1898—1942)            |
|              | HIER WOONDE LEA STOKVISCH GEB. 1938 GEARRESTEERD 28.8.1942 GEÏNTERNEERD MECHELEN GEDEPORTEERD AUSCHWITZ VERMOORD 8.9.1942                                                        | Confortalei 184 Deurne          | Lea Stokvich (1938—1942)              |
|              | HIER WOONDE RACHEL STOKVISCH GEB. 1925 GEARRESTEERD 28.8.1942 GEÏNTERNEERD MECHELEN GEDEPORTEERD AUSCHWITZ VERMOORD 8.9.1942                                                     | Confortalei 184 Deurne          | Rachel Stokvich (1925—1942)           |
|              | HIER WOONDE SARA STOKVISCH GEB. 1927 GEARRESTEERD 28.8.1942 GEÏNTERNEERD MECHELEN GEDEPORTEERD AUSCHWITZ VERMOORD 8.9.1942                                                       | Confortalei 184 Deurne          | Sara Stokvich (1927—1942)             |
|              | HIER WOONDE LOUISA SWAAP GEB. 1890 GEARRESTEERD 28.8.1942 GEÏNTERNEERD MECHELEN GEDEPORTEERD AUSCHWITZ VERMOORD 11.9.1942                                                        | Oudedonklaan 145 Deurne         | Louisa Swaap (1890—1942)              |
|              | HIER WOONDE HARTOG TERTAAS GEB. 1892 DWANGARBEID FRANKRIJK GEÏNTERNEERD MECHELEN GEDEPORTEERD 1942 AUSCHWITZ VERMOORD 1943                                                       | Te Couwelaarlei 31 Deurne       | Hartog Tertaas (1892—1943)            |
|              | HIER WOONDE JACOMINA TERTAAS GEB. 1926 GEÏNTERNEERD MECHELEN GEDEPORTEERD 1942 AUSCHWITZ VERMOORD 1943                                                                           | Te Couwelaarlei 31 Deurne       | Jacomina Tertaas (1926—1943)          |
|              | HIER WOONDE JENNIE TRYTEL GEB. 1906 GEARRESTEERD 28.8.1942 GEÏNTERNEERD MECHELEN GEDEPORTEERD 1942 AUSCHWITZ VERMOORD 8.9.1942                                                   | Cruyslei 86 Deurne              | Jennie Trytel (1906-1942)             |
|              | HIER WOONDE ALEXANDER VELLEMAN GEB. 1923 DWANGARBEID FRANKRIJK G[E]ÏNTERNEERD MECHELEN GEDEPORTEERD 1942 AUSCHWITZ, SACHSENHAUSEN, FLOSSENBÜRG BEZWEKEN 4.6.1945 OBERTRAUBLING   | Muggenberglei 34                | Alexander Velleman (1923-1945)        |
|              | HIER WOONDE HARTOG VELLEMAN GEB. 1888 GEARRESTEERD 28.8.1942 GEÏNTERNEERD MECHELEN GEDEPORTEERD AUSCHWITZ VERMOORD 8.9.1942                                                      | Muggenberglei 34                | Hartog Velleman (1888-1942)           |
|              | HIER WOONDE ISAAC VELLEMAN GEB. 1920 DWANGARBEID FRANKRIJK GEÏNTERNEERD MECHELEN GEDEPORTEERD 1942 AUSCHWITZ VERMOORD 24.10.1942                                                 | Muggenberglei 34                | Isaac Velleman (1920-1942)            |
|              | HIER WOONDE LOUIS VELLEMAN GEB. 1928 GEARRESTEERD 28.8.1942 GEÏNTERNEERD MECHELEN GEDEPORTEERD AUSCHWITZ VERMOORD 8.9.1942                                                       | Muggenberglei 34                | Louis Velleman (1928-1942)            |
|              | HIER WOONDE MARTHA VELLEMAN GEB. 1916 GEÏNTERNEERD MECHELEN GEDEPORTEERD 1942 AUSCHWITZ VERMOORD 29.8.1942                                                                       | Muggenberglei 34                | Martha Velleman (1916-1942)           |
|              | HIER WOONDE ROZA VELLEMAN GEB. 1918 GEÏNTERNEERD MECHELEN GEDEPORTEERD AUSCHWITZ VERMOORD 29.8.1942                                                                              | Muggenberglei 34                | Roza Velleman (1918-1942)             |
|              | HIER WOONDE DAVID VIEYRA GEB. 1909 GEARRESTEERD 28.8.1942 GEÏNTERNEERD MECHELEN GEDEPORTEERD 1942 AUSCHWITZ VERMOORD                                                             | Eksterlaar 23                   | David Vieyra (1909-1942/45)           |
|              | HIER WOONDE ESTHER VIEYRA GEB. 1936 GEARRESTEERD 28.8.1942 GEÏNTERNEERD MECHELEN GEDEPORTEERD AUSCHWITZ VERMOORD 11.9.1942                                                       | Eksterlaar 23                   | Esther Vieyra (1936-1942)             |
|              | HIER WOONDE MAURICE VIEYRA GEB. 1938 GEARRESTEERD 28.8.1942 GEÏNTERNEERD MECHELEN GEDEPORTEERD AUSCHWITZ VERMOORD 11.9.1942                                                      | Eksterlaar 23                   | Maurice Vieyra (1938-1942)            |

#### Hoboken
In Hoboken liggen 5 Stolpersteine.
| Stolperstein | Inscriptie | Adres           | Biografie |
| ------------ | --- | --------------- | --- |
|              | HIER WOONDE HENRI VICTOR VAN RIET GEB. 1914 VERZETSSTRIJDER 'BNB' GEARRESTEERD 22-1-1942 GEÏNTERNEERD ANTWERPEN GEDEPORTEERD 5.5.1942 AKEN,KEULEN,MATHAUSEN, NATZWEILER,DACHAU, MAUTHAUSEN BEVRIJD | Kapelstraat 183 | Henri Victor Van Riet (1914-1989) Op 22 januari 1942 werd Victor, die onder meer sluikbladen verdeelde, verklikt en door de Gestapo gearresteerd. In juni werd hij naar Duitsland gedeporteerd. Uiteindelijk kwam hij via verschillende gevangenissen en de concentratiekampen van Natzweiler en Dachau in het kamp van Mauthausen terecht. “Dat laatste transport had hij op een of andere manier zelf geregeld omdat hij zich daar meer beschermd zou voelen door het ondergrondse, extreem-linkse kampbestuur. |

### Herentals
In Herentals liggen drie Stolpersteine.
| Stolperstein | Inscriptie                                                                                                 | Adres                              | Biografie                    |
| ------------ | --- | ---------------------------------- | ---------------------------- |
|              | HIER WOONDE HENDRIK AERTS GEB. 1925 VERZETSSTRIJDER GEARRESTEERD 19.6.1943 VERMOORD 21.12.1944 GROSS-ROSEN | Markgravenstraat 93 Herentals      | Hendrik Aerts (1925–1944)    |
|              | HIER WOONDE JOZEF AERTS GEB. 1921 VERZETSSTRIJDER GEARRESTEERD 16.3.1943 VERMOORD 12.4.1945 OFFENBURG      | Markgravenstraat 93 Herentals      | Jozef Aerts (1921–1945)      |
|              | HIER WOONDE LÉON PUYENBROECK GEB. 1899 VERZETSSTRIJDER GEARRESTEERD 14.7.1944 VERMOORD 4.4.1945 OHRDRUF    | St.-Waldetrudisstraat 96 Herentals | Léon Puyenbroeck (1899–1945) |

### Mol
In Mol liggen twee Stolpersteine.
| Stolperstein | Inscriptie | Adres         | Biografie                    |
| ------------ | --- | ------------- | ---------------------------- |
|              | HIER VERBLEEF ABRAHAM GRYNBAUM GEB. 1925 GEARRESTEERD 9.6.1943 GEÏNTERNEERD MECHELEN GEDEPORTEERD 1943 AUSCHWITZ VERMOORD 1943 | Mol, Markt 28 | Abraham Grynbaum (1925–1943) |
|              | HIER VERBLEEF DAVID GRYNBAUM GEB. 1927 GEARRESTEERD 9.6.1943 GEÏNTERNEERD MECHELEN GEDEPORTEERD 1943 AUSCHWITZ VERMOORD 1943   | Mol, Markt 28 | David Grynbaum (1927–1943)   |

### Turnhout
In Turnhout liggen 30 Stolpersteine op 23 adressen.  De eerste steen werd onthuld op de Grote Markt op 12 mei 2024.
| Stolperstein | Inscriptie | Adres                      | Biografie                        |
| ------------ | --- | -------------------------- | -------------------------------- |
|              | HIER WOONDE LEOPOLD BAX GEB. 1901 VERZETSSTRIJDER GEARRESTEERD 1-3-1944 TURNHOUT VERMOORD FEB.-1945 GROSS-ROSEN                  | Kadasterstraat 42          | Leopold Bax (1901-1945)          |
|              | HIER WOONDE AWIGDOR BIALER GEB. 1900 GEÏNTERNEERD 28-7-1942 GEDEPORTEERD 4-8-1942 UIT KAZERNE DOSSIN VERMOORD 5-9-1942 AUSCHWITZ | Korte Veldstraat 79        | Awigdor Bialer (1900-1942)       |
|              | HIER WOONDE ILSE HERZ GEB. 1916 GEÏNTERNEERD 28-7-1942 GEDEPORTEERD 4-8-1942 UIT KAZERNE DOSSIN VERMOORD AUG.-1942 AUSCHWITZ     | Korte Veldstraat 79        | Ilse Herz (1916-1942)            |
|              | HIER WOONDEMARIA BIALER GEB. 1927 GEÏNTERNEERD 28-7-1942 GEDEPORTEERD 4-8-1942 UIT KAZERNE DOSSIN VERMOORD AUG.-1942 AUSCHWITZ   | Korte Veldstraat 79        | Maria Bialer (1927-1942)         |
|              | HIER WOONDE ISY BIALER GEB. 1923 GEÏNTERNEERD 28-7-1942 GEDEPORTEERD 4-8-1942 UIT KAZERNE DOSSIN VERMOORD 10-10-1942 AUSCHWITZ   | Korte Veldstraat 79        | Isy Bialer (1923-1942)           |
|              | HIER WOONDE GUILLAUME TIERENTYN GEB. 1910 VERZETSSTRIJDER GEARRESTEERD 21-2-1944 TURNHOUT VERMOORD 4-4-1945 NORDHAUSEN           | Ieperstraat 67             | Guillaume Tierentyn (1910-1945)  |
|              | HIER WOONDEALFONS DE TAEVERNIERGEB. 1911 VERZETSSTRIJDER GEARRESTEERD 15-2-1944 TURNHOUT VERMOORD 1-2-1945 DACHAU                | Oude Vaartstraat 68        | Alfons de taevernier (1911-1945) |
|              | HIER WOONDE ALOIS PEERAERGEB. 1905 VERZETSSTRIJDER GEARRESTEERD 6-2-1944 TURNHOUT VERMOORD APR.-1945 FLOSSENBÜRG                 | Koningin Elisabethlei 4    | Alois Peeraer (1905-1945)        |
|              | HIER WOONDE ALFONS PEERAER GEB. 1921 VERZETSSTRIJDER GEARRESTEERD 20-2-1944 TURNHOUT VERMOORD 8-5-1945 FLOSSENBÜRG               | Koningin Elisabethlei 4    | Alfons Peeraer (1921-1945)       |
|              | HIER WOONDELOUISA POELS GEB. 1905 VERZETSSTRIJDER GEARRESTEERD 15-7-1944 DENDERMONDE GEDEPORTEERD RAVENSBRÜCK BELZIG BEVRIJD     | Hendrik Consciencestraat 1 | Louisa Poels (1905-1973)         |
|              | HIER WOONDE KAMIEL VAN BAELEN GEB. 1915 VERZETSSTRIJDER GEARRESTEERD 17-2-1944 TURNHOUT VERMOORD 11-4-1945 DACHAU                | Deken Adamsstraat 40       | Kamiel Van Baelen (1915-1945)    |
|              | HIER WOONDE ARTHUR VAN ROY GEB. 1896 VERZETSSTRIJDER GEARRESTEERD 17-2-1944 TURNHOUT VERMOORD MRT.-1945 FLOSSENBÜRG              | Guldensporenlei 78         | Arthur Van Roy (1896-1945)       |
|              | HIER WOONDE JOS VAN TICHELEN GEB. 1900 VERZETSSTRIJDER GEARRESTEERD 29-12-1942 TURNHOUT OVERLEDEN 19-4-1945 BERGEN-BELSEN        | de Merodelei 221           | Jos Van Tichelen (1900-1945)     |
|              | HIER WERKTE GUSTAAF WAUTERS GEB. 1904 VERZETSSTRIJDER GEARRESTEERD 6-2-1944 BRUSSEL GEFUSILLEERD 31-1-1945 SONNENBURG            | Grote Markt                | Gustaaf Wauters (1904-1945)      |
|              | HIER WOONDE JOS GOETELEN GEB. 1907 VERZETSSTRIJDER GEARRESTEERD 21-2-1944 TURNHOUT OVERLEDEN 7-3-1945 FLOSSENBÜRG                | Graatakker 110             | Jos Goetelen (1907-1945)         |
|              | HIER WOONDE JEAN STEVENS GEB. 1921 VERZETSSTRIJDER GEARRESTEERD 21-2-1944 TURNHOUT VERMOORD MRT 1945 FLOSSENBÜRG                 | Begijnenstraat 12          | Jean Stevens (1921-1945)         |

### Vosselaar
In Vosselaar liggen 3 Stolpersteine. Ze werden ingehuldigd op 11 november 2024.
| Stolperstein | Inscriptie | Adres                | Biografie                          |
| ------------ | --- | -------------------- | ---------------------------------- |
|              | HIER WOONDE JOS AERTS GEB. 1918 VERZETSSTRIJDER 'BNB' GEARRESTEERD 19-2-1944 GEÏNTERNEERD FLOSSENBÜRG DACHAU BEVRIJD | Heieinde 43          | Jos Aerts (1918- )                 |
|              | HIER WOONDE LOUIS SCHELLEKENSGEB. 1923 VERZETSSTRIJDER 'KL' BEZWEKEN 20-9-1944 GIELSBOS OVERLEDEN 21-9-1944 TURNHOUT | Heieinde 100         | Louis Schellekens (1923-1944)      |
|              | HIER WOONDE LOUIS VAN DER STRAETENGEB. 1912 VERZETSSTRIJDER 'KL' GEARRESTEERD 1-3-1944 VERMOORD GROSS-ROSEN          | Dokter Brynenslaan 5 | Louis Van der Straeten (1912-1945) |

## Belgische provincie Limburg
Limburg

### Beverlo
In Beverlo, een deelgemeente van de stad Beringen, liggen vier Stolpersteine op drie adressen.
| Stolperstein | Inscriptie | Adres                               | Biografie                     |
| ------------ | --- | ----------------------------------- | ----------------------------- |
|              | HIER WOONDE DOMINIC DEKELVER GEB. 1923 VERZETSSTRIJDER GEARRESTEERD 1943 GEÏNTERNEERD GEFUSILLEERD 11-4-1944 BREENDONK                                          | Korspelsesteenweg Beverlo           | Dominic Dekelver (1923–1944)  |
|              | HIER WOONDE ALFONS HEYLIGEN GEB. 1923 VERZETSSTRIJDER GEARRESTEERD 1943 GEÏNTERNEERD GEFUSILLEERD 11-4-1944 BREENDONK                                           | Kroonstraat 114 Beverlo             | Alfons Heyligen (1923–1944)   |
|              | HIER WOONDE ALBERT HUYBRECHTS GEB. 1922 VERZETSSTRIJDER DOODGESCHOTEN 14-11-1943 BEVERLO                                                                        | Stalsesteenweg Beverlo              | Albert Huybrechts (1922–1943) |
|              | HIER WOONDE GASTON OOMS GEB. 1891 VERZETSSTRIJDER VERRADEN 1943 GEÏNTERNEERD HASSELT, ANTWERPEN GEDEPORTEERD 1944 UIT SINT-GILLIS VERMOORD 6.3.1945 FLOSSENBÜRG | Burgemeester Heymansplein 9 Beverlo | Gaston Ooms (1891–1945)       |

### Hasselt
In Hasselt liggen tien Stolpersteine op acht adressen. Deze eerste tien Stolpersteine werden geplaats op 8 mei 2024.
| Stolperstein | Inscriptie | Adres                          | Biografie                                                                          |
| ------------ | --- | ------------------------------ | ---------------------------------------------------------------------------------- |
|              | HIER WOONDE ARTHUR KOSSMANN GEB. 1893 GEARRESTEERD 3-10-1942 HASSELT GEFUSILLEERD 31-12-1942 HASSELT                                                  | Maastrichterstraat 108 Hasselt | Arthur Kossmann (Hasselt, 11 oktober 1893 - Hasselt, 31 december 1942)             |
|              | HIER WOONDE ERNA HAAS GEB. 1900 GEDEPORTEERD 31-7-1943 UIT KAZERNE DOSSIN VERMOORD AUG.-1943 AUSCHWITZ                                                | Maastrichterstraat 108 Hasselt | Erna Frederika Kossmann - Haas (Ingelheim, 10 juli 1900 - Auschwitz, 31 juli 1943) |
|              | HIER WOONDE LUCIEN COLLIN GEB. 1909 IN VERZET ‘COMEETLIJN’ GEARRESTEERD 18-6-1943 HASSELT GEFUSILLEERD 30-6-1944 LUDWIGSBURG                          | Demerstraat 43-45 Hasselt      | Lucien Collin (Hasselt, 17 februari 1909 - Ludwigsburg, 30 juni 1944)              |
|              | HIER WOONDE TINA LUCAS GEB. 1914 IN VERZET ‘COMEETLIJN’ GEARRESTEERD 18-6-1943 HASSELT OVERLEEFD                                                      | Demerstraat 43-45 Hasselt      | Tina Collin - Lucas (Hasselt, 16 augustus 1914 - Hasselt, 16 juli 2008)            |
|              | HIER WOONDE JOZEF PIETER VANDEBRIEL GEB. 1909 IN VERZET ‘GEHEIM LEGER’ ONDERGEDOKEN 1943 OPHOVEN GEFUSILLEERD 29-6-1944 ZELEM                         | Dorpsstraat 7 Hasselt          | Jozef Pieter Vandebriel (Hasselt, 16 juni 1909 - Zelem, 29 juni 1944)              |
|              | HIER WOONDE FRANCOIS MELCHIOR GEB. 1883 IN VERZET ‘INLICHTINGS- EN ACTIEDIENST’ GEARRESTEERD 20-6-1943 HASSELT VERMOORD 5-12-1944 GROSS-ROSEN         | de Gerlachestraat 9 Hasselt    | François Melchior (Hasselt, 16 februari 1883 - Gross-Rosen, 5 december 1944)       |
|              | HIER WOONDE CAMILLE FERON GEB. 1905 GEARRESTEERD 20-4-1944 HASSELT VERMOORD 3-12-1944 GROSS-ROSEN                                                     | Toekomststraat 52 Hasselt      | Camille Feron (Gent, 5 augustus 1905 - Gross-Rosen, 3 december 1944)               |
|              | HIER WOONDE RENÉ MINTEN GEB. 1903 IN VERZET ‘INLICHTINGS- EN ACTIEDIENST’ GEARRESTEERD 18-9-1943 HASSELT GEDEPORTEERD 8-2-1945 MITTELBAU-DORA BEVRIJD | Beukenstraat 22 Hasselt        | René Minten (Linkhout, 5 november 1903 - Hasselt, 30 juli 1979)                    |
|              | HIER WOONDE LOUIS STRIJCKERS GEB. 1911 IN VERZET ‘GEHEIM LEGER’ NEERGESCHOTEN 6-9-1944 OVERLEDEN 7-9-1944 KIEWIT                                      | Weggevoerdenstraat 20 Hasselt  | Louis Strijckers (Hasselt, 21 maart 1911 - Hasselt, 7 september 1944)              |
|              | HIER WOONDE CONSTANT BERTELS GEB. 1900 IN VERZET ‘COMEETLIJN’ GEARRESTEERD 6-8-1944 HASSELT VERMOORD 27-12-1944 NEUENGAMME                            | Weggevoerdenstraat 25 Hasselt  | Constant Bertels (Hasselt, 26 maart 1900 - Neuengamme, 27 december 1944)           |

### Maasmechelen
In Maasmechelen liggen twaalf Stolpersteine op zeven adressen.

### Sint-Truiden
In Sint-Truiden liggen elf Stolpersteine op twaalf adressen.
| Stolperstein | Inscriptie | Adres                             | Biografie                    |
| ------------ | --- | --------------------------------- | ---------------------------- |
|              | HIER WOONDE ALBERT BIELEN GEB. 1900 GEARRESTEERD 25.5.1943 VERMOORD 30.4.1945 BUCHENWALD                                     | Sint-Truiden, Vissegatstraat 38   | Albert Bielen (1900–1945)    |
|              | HIER WOONDE GUILLAUME COOPMANS GEB. 1917 GEARRESTEERD 25.5.1943 VERMOORD 6.8.1944 GROSS-STREHLITZ                            | Sint-Truiden, Vissegatstraat 38   | Guillaume Coopmans           |
|              | HIER WOONDE PIERRE CORTHOUTS GEB. 1916 GEARRESTEERD 25.5.1943 VERMOORD 5.5.1945 TRANSPORT UIT BUCHENWALD NAAR THERESIENSTADT | Sint-Truiden, Groote Markt 39     | Pierre Corthouts             |
|              | HIER WOONDE ANTOINE DELWICHE GEB. 1919 GEARRESTEERD 25.5.1943 VERMOORD 28.2.1945 GROSS-ROSEN                                 | Sint-Truiden, Vissegatstraat 53   | Antoine Delwiche             |
|              | HIER WOONDE GUILLAUME JENNÉ GEB. 1908 GEARRESTEERD 25.5.1943 OVERLEDEN 15.5.1945 THIONVILLE                                  | Sint-Truiden, Slachthuisstraat 11 | Guillaume Jenné              |
|              | HIER WOONDE GEORGES KOEKELBERGH GEB. 1914 GEARRESTEERD 25.5.1943 GEDEPORTEERD THERESIENSTADT OVERLEDEN 7.6.1945              | Sint-Truiden, Diesterstraat 47    | Georges Franz Koekelbergh    |
|              | HIER WOONDE HERMAN LAMBILLOTTE GEB. 1919 GEARRESTEERD 25.5.1943 VERMOORD 7.5.1945 NORDHAUSEN                                 | Sint-Truiden, Gasthuisstraat 37   | Herman Lambillotte           |
|              | HIER WOONDE JOZEF STERKEN GEB. 1908 GEARRESTEERD 25.5.1943 VERMOORD 8.2.1945 GROSS-ROSEN                                     | Sint-Truiden, Slachthuisstraat 18 | Jozef Sterken                |
|              | HIER WOONDE EGON SUNTUP GEB. 1902 GEDEPORTEERD 1942 UIT KAZERNE DOSSIN MECHELEN VERMOORD AUSCHWITZ                           | Sint-Truiden, Vissegatstraat 35   | Egon Suntup                  |
|              | HIER WOONDE HERMAN VOSSIUS GEB. 1924 GEARRESTEERD 25.5.1943 VERMOORD 31.3.1945 TRANSPORT UIT FLOSSENBÜRG NAAR BERGEN-BELSEN  | Sint-Truiden, Slachthuisstraat 37 | Herman Pierre Antoin Vossius |
|              | HIER WOONDE GERARD WILLEMS GEB. 1907 GEARRESTEERD 25.5.1943 VERMOORD 1.5.1945 TRANSPORT UIT BUCHENWALD NAAR THERESIENSTADT   | Sint-Truiden, Haardstraat 31      | Gerard Jos Willems           |

## Oost-Vlaanderen
Oost-Vlaanderen

### Dendermonde
In de stad Dendermonde liggen zeventien Stolpersteine op veertien adressen.
| Stolperstein | Inscriptie                                                                                                  | Adres                                                                        | Biografie                            |
| ------------ | --- | ---------------------------------------------------------------------------- | ------------------------------------ |
|              | HIER WOONDE GEORGES BUYSSE GEB. 1908 GEARRESTEERD 26.9.1942 BEZWEKEN 6.4.1945 ESTERWEGEN                    | Dendermonde, Leopoldlaan 34                                                  | Georges Buysse (1908-1945)           |
|              | HIER WOONDE ELISABETH VAN COPPENOLLE GEB. 1917 GEARRESTEERD 22.3.1943 VERMOORD 17.3.1945 MAUTHAUSEN         | Dendermonde, Statieplein 16                                                  | Elisabeth van Coppenolle (1917-1945) |
|              | HIER WOONDE MARCEL GOOSSENS GEB. 1908 GEARRESTEERD 26.9.1942 ONTHOOFD 22.11.1943 BRANDENBÜRG-GÖRDEN         | Dendermonde, Leopoldlaan 55                                                  | Marcel Goossens (1908-1943)          |
|              | HIER WOONDE JEAN DE GRAUWE GEB. 1904 GEARRESTEERD 26.9.1942 ONTHOOFT 22.11.1943 BRANDENBURG-GÖRDEN          | Dendermonde, Franz Courtensstraat 28                                         | Jean De Grauwe (1904-1944)           |
|              | HIER WOONDE ANTOINE HANNOSET GEB. 1906 GEARRESTEERD 26.9.1942 GEFUSILLEERD 10.11.1942 LOPPEM                | Dendermonde, Brusselsestraat 37-39                                           | Antoine Hannoset (1906-1942)         |
|              | HIER WOONDE GASTON JANZEGERS GEB. 1908 GEARRESTEERD 326.9.1942 VERMOORD 12.2.1945 GROSS-ROSEN               | Dendermonde, Leopoldlaan 55                                                  | Gaston Janzegers (1908-1945)         |
|              | HIER WOONDE PIERRE DE LANDTSHEER GEB. 1908 GEARRESTEERD 26.9.1942 BEZWEKEN 29.12.1944 DACHAU                | Dendermonde, Dijkstraat 36                                                   | Pierre de Landtsheer (1908-1944)     |
|              | HIER WOONDE TONY DE LANDTSHEER GEB. 1906 GEARRESTEERD 26.9.1942 BEZWEKEN 19.3.1945 FLOSSENBÜRG              | Dendermonde, Dijkstraat 36                                                   | Tony de Landtsheer (1906-1945)       |
|              | HIER WOONDE WILLEM LORET GEB. 1889 GEARRESTEERD 26.9.1942 BEZWEKEN 1.2.1945 DACHAU                          | Dendermonde, Donckstraat 11                                                  | Willem Loret (1889-1945)             |
|              | HIER WOONDE JOZEF MAES GEB. 1917 GEARRESTEERD 30.9.1942 BEZWEKEN 17.7.1945 DENDERMONDE                      | Dendermonde, Dijkstraat 110                                                  | Jozef Maes (1917-1945)               |
|              | HIER WOONDE DOM ANSELMUS DE MEIRSMAN GEB. 1910 GEARRESTEERD 28.9.1942 GEFUSILLEERD 10.11.1942 LOPPEM        | Dendermonde, Vlasmarkt 23 (vòòr de ingang van de Sint-Pieter en Paulusabdij) | Dom Anselmus De Meirsman (1910-1942) |
|              | HIER WOONDE ADOLF DE MOL GEB. 1914 GEARRESTEERD 26.9.1942 ONTHOOFD 22.11.1943 BRANDENBURG-GÖRDEN            | Dendermonde, Statieplein 16                                                  | Adolf De Mol (1914-1943)             |
|              | HIER WOONDE ALBÉRIC REUBENS GEB. 1921 GEARRESTEERD 26.9.1942 BEZWEKEN 16.4.1945 SACHSENHAUSEN               | Dendermonde, Noordlaan 21                                                    | Albéric Reubens (1921-1945)          |
|              | HIER WOONDE LUCIEN VAN DER STRAETEN GEB. 1913 GEARRESTEERD 24.9.1942 ONTHOOFD 22.11.1943 BRANDENBÜRG-GÖRDEN | Dendermonde, Bogaerdstraat 2                                                 | Lucien van der Straeten (1913-1943)  |
|              | HIER WOONDE JULIEN VANGEEL GEB. 1910 GEARRESTEERD 26.9.1942 VERMOORD 19.4.1945 FLOSSENBÜRG                  | Dendermonde, Leopoldlaan 48                                                  | Julien Vangeel (1910-1945)           |
|              | HIER WOONDE RENÉ VERLEYEN GEB. 1901 GEARRESTEERD 26.9.1942 GEFUSILLEERD 10.11.1942 LOPPEM                   | Dendermonde, Dijkstraat 114                                                  | René Verleyen (1901-1942)            |
|              | HIER WOONDE ARMAND VICQUERAY GEB. 1901 GEARRESTEERD 30.9.1942 VERMOORD 25.3.1945 FLOSSENBÜRG                | Dendermonde, Brusselsestraat 43                                              | Armand Vicqueray (1901-1945)         |

### Gent
De Stolpersteine in Gent zijn geplaatst met toestemming van het stadsbestuur. Er liggen twee Stolpersteine in Drongen, achttien in de deelgemeente Gent, drie in Mariakerke en twee in Zwijnaarde.
| Stolperstein | Inscriptie | Adres                                | Biografie             |
| ------------ | --- | ------------------------------------ | --------------------- |
|              | HIER WOONDE MARGUERITTE BLOCH GEB. 1900 GEDEPORTEERD 1942 UIT MECHELEN VERMOORD AUSCHWITZ                                                                        | Gent, hoek Veldstraat / Hoornstraat  | Margueritte Bloch     |
|              | HIER WOONDE LEOPOLD BOONE GEB. 1907 WEERSTANDER GEHEIM LEGER GEARRESTEERD 1.6.1944 GEDEPORTEERD 1944 NEUENGAMME OVERLEDEN 3.5.1945 CAP ARCONA LÜBECKER BUCHT     | Gent, Hendrik Waelputstraat 11       | Leopold Boone         |
|              | HIER WOONDE LOUIS BOONE GEB. 1919 VERZETSSTRIJDER VERRADEN 1944 GEDEPORTEERD 19.07.1944 OVERLEDEN 3.5.1945 CAP ARCONA NEUSTÄDTER BUCHT                           | Gent, Willem van Nassaustraat 20     | Louis Boone           |
|              | HIER WOONDE MICHEL CLOQUET GEB. 1921 WEERSTANDER GEHEIM LEGER GEARRESTEERD 18.7.1944 GEDEPORTEERD 1944 NEUENGAMME VERMOORD 19.12.1944 BLUMENTHAL                 | Gent, Kortrijksesteenweg 890         | Michel Cloquet        |
|              | HIER WOONDE CHARLES COLYN GEB. 1888 WEERSTANDER GEHEIM LEGER GEARRESTEERD 18.7.1944 GEDEPORTEERD 1944 NEUENGAMME VERMOORD 26.1.1945 BLUMENTHAL                   | Gent, Kortrijksepoortstraat 240      | Charles Colyn         |
|              | HIER WOONDE ANDRE DE BRUYNE GEB. 1914 WEERSTANDER GEHEIM LEGER GEARRESTEERD 19.7.1944 GEDEPORTEERD 1944 NEUENGAMME VERMOORD 31.12.1944 BLUMENTHAL                | Mariakerke, André De Bruynestraat 5  | André De Bruyne       |
|              | HIER WERKTE VICTOR DE PAEPE GEB. 1902 WEERSTANDER O.F.-F.I. GEARRESTEERD 12.8.1944 GEDEPORTEERD 1944 NEUENGAMME OVERLEDEN 1.5.1945 LÜBECK                        | Gent, Meersstraat 128                | Victor De Paepe       |
|              | HIER WOONDE GASTON DE ROO GEB. 1904 VERZETSSTRIJDER GEARRESTEERD 1-6-1944 GEDEPORTEERD 19-6-1944 BUCHENWALD VERMOORD 25-12-1944 MITTELBAU-DORA                   | Gent, Zwijnaardsesteenweg 419        | Gaston De Roo         |
|              | HIER WOONDE JOACHIM ESBERG GEB. 1916 GEARRESTEERD 10.5.1940 GEDEPORTEERD 1940 UIT ST. CYPRIEN AUSCHWITZ VERMOORD 1942                                            | Gent, Schoonmeersstraat 45           | Joachim Esberg        |
|              | HIER WOONDE MARTHA GEIRINGER GEB. 1912 GEVLUCHT 1938 UIT WENEN GEDEPORTEERD 1943 VERMOORD 1943 AUSCHWITZ                                                         | Gent, Sint-Joriskaai 5               | Martha Geiringer      |
|              | HIER WOONDE CARLOS GOUBAU GEB. 1922 WEERSTANDER GEHEIM LEGER GEARRESTEERD 18.7.1944 GEDEPORTEERD 1944 NEUENGAMME VERMOORD 5.3.1945                               | Drongen, Goubaulaan 5                | Carlos Goubau         |
|              | HIER WOONDE CHARLES GOUBAU GEB. 1888 WEERSTANDER GEHEIM LEGER GEARRESTEERD 18.7.1944 GEDEPORTEERD 1944 NEUENGAMME VERMOORD 28.3.1945                             | Drongen, Goubaulaan 5                | Charles Goubau        |
|              | HIER WERKTE CAMILLE HAEGEMAN GEB. 1904 WEERSTANDER O.F.-F.I. GEARRESTEERD 12.8.1944 GEDEPORTEERD 1944 NEUENGAMME OVERLEDEN 2.5.1945 CAP ARCONA LÜBECKER BUCHT    | Gent, Meersstraat 128                | Camille Haegeman      |
|              | HIER WOONDE JEAN INGELS GEB. 1907 WEERSTANDER GEHEIM LEGER COMETE GEFUSILLEERD 20.10.1943 NATIONALE SCHIETBAAN BRUSSEL                                           | Gent, Fortlaan 93-94                 | Jean Ingels           |
|              | HIER WOONDE ANDRÉ JANSSENS GEB. 1923 VERZETSSTRIJDER GEHEIM LEGER GEARRESTEERD 16.8.1944 GEDEPORTEERD BAULAGER VII LEUBENGRUND OVERLEDEN 23.4.1945 /HUMMELSHEIM  | Gent, de Mirabellostraat 23          | André Janssens        |
|              | HIER WOONDE LÉON JANSSENS GEB. 1894 VERZETSSTRIJDER GEHEIM LEGER GEARRESTEERD 2.6.1944 GEDEPORTEERD NEUENGAMME 'CAP ARCONA' OVERLEDEN 2.5.1945 /NEUSTADTER BUCHT | Gent, de Mirabellostraat 23          | Léon Janssens         |
|              | HIER WERKTE GUSTAV LABENS GEB. 1912 WEERSTANDER O.F.-F.I. GEARRESTEERD 12.8.1944 GEDEPORTEERD 1944 NEUENGAMME VERMOORD 3.5.1945 SANDBOSTEL                       | Gent, Meersstraat 128                | Gustave Labens        |
|              | HIER WERKTE ROGER LAMMERTYN GEB. 1922 WEERSTANDER O.F.-F.I. GEARRESTEERD 12.8.1944 GEDEPORTEERD 1944 NEUENGAMME VERMOORD 17.1.1945 BLUMENTHAL                    | Gent, Meersstraat 128                | Roger Lammertyn       |
|              | HIER WOONDE OVCHIE LEMPERT GEB. 1908 BESSARABIE GEARRESTEERD 21.1.1943 GEINTERNEERD MECHELEN GEDEPORTEERD 1943 AUSCHWITZ DODENMARS VERMOORD                      | Gent, Kortrijksepoortstraat 244      | Ovchie Lempert        |
|              | HIER WOONDE MARCEL LEVY GEB. 1900 GEDEPORTEERD 1942 UIT MECHELEN VERMOORD AUSCHWITZ                                                                              | Gent, hoek Veldstraat / Hoornstraat  | Marcel Levy           |
|              | HIER WOONDE SOPHIE LOEB-BLOCH GEB. 1873 GEDEPORTEERD 1943 UIT MECHELEN VERMOORD AUSCHWITZ                                                                        | Gent, hoek Veldstraat / Hoornstraat  | Sophie Loeb-Bloch     |
|              | HIER WERKTE JULIUS MATTHYS GEB. 1905 WEERSTANDER O.F.-F.I. GEARRESTEERD 12.8.1944 GEDEPORTEERD 1944 NEUENGAMME OVERLEDEN 23.4.1945 SCHIP ATHEN LÜBECKER BUCHT    | Gent, Meersstraat 128                | Julius Matthys        |
|              | HIER WERKTE ROBERT MUSSCHE GEB. 1912 WEERSTANDER O.F.-F.I. GEARRESTEERD 31.8.1944 GEDEPORTEERD 1944 NEUENGAMME OVERLEDEN 3.5.1945 CAP ARCONA LÜBECKER BUCHT      | Gent, Paul Fredericqstraat 91        | Robert Mussche        |
|              | HIER WOONDE GABRIËL PORTON GEB. 1894 VERZETSSTRIJDER ONAFHANKELIJKHEIDSFRONT GEARRESTEERD 14.12.1942 GEDEPORTEERD UIT BREENDONK VERMOORD 1945 BERLIJN - MOABIT   | Gent, Muinkkaai 62                   | Gabriël Porton        |
|              | HIER WOONDE JOZEF SPEECKAERT GEB. 1907 WEERSTANDER GEHEIM LEGER GEARRESTEERD 17.7.1944 GEDEPORTEERD 1944 NEUENGAMME VERMOORD 5.1.1945 BLUMENTHAL                 | Gent, Groot-Brittanniëlaan 88        | Jozef Speeckaert      |
|              | HIER WOONDE HENRI STORY GEB. 1897 WEERSTANDER SOCRATES INLICHTINGEN/ACTIE GEARRESTEERD 22.10.1943 GEDEPORTEERD VERMOORD 5.12.1944 GROSS-ROSEN                    | Mariakerke, Henri Storystraat 2-4    | Henri Story           |
|              | HIER WOONDE MAURICE VANDEPUTTE GEB. 1888 WEERSTANDER GEHEIM LEGER GEARRESTEERD 9.12.1942 GEDEPORTEERD 1943 VERMOORD 9.11.1944 GROSS-ROSEN                        | Gent, Monterreystraat 63             | Maurice Vandeputte    |
|              | HIER WOONDE FRANS VAN SPEYBROECK GEB. 1919 WEERSTANDER INLICHTINGEN/ACTIE VERMOORD 7.9.1944 ASPER                                                                | Zwijnaarde, Dorpsstraat 34           | Frans Van Speybroeck  |
|              | HIER WOONDE LUCIEN VAN SPEYBROECK GEB. 1920 WEERSTANDER GEHEIM LEGER GEFUSILLEERD 24.5.1943 OOSTAKKER                                                            | Zwijnaarde, Dorpsstraat 34           | Lucien Van Speybroeck |
|              | HIER WOONDE LOUIS VITS GEB. 1891 GEARRESTEERD 2.8.1941 LEDEBERG GEÏNTERNEERD GENT VERMOORD 02.07.1942 NEUENGAMME                                                 | Ledeberg, Jacques Eggermontstraat 59 | Louis Vits            |
|              | HIER WERKTE MAURICE WANZELE GEB. 1907 WEERSTANDER O.F.-F.I. GEARRESTEERD 12.8.1944 GEDEPORTEERD 1944 NEUENGAMME VERMOORD 6.12.1944 BLUMENTHAL                    | Gent, Meersstraat 128                | Maurice Wanzele       |
|              | HIER WOONDE GERARD WILLEMOT GEB. 1901 WEERSTANDER GEHEIM LEGER LUC-MARC GEARRESTEERD 10.12.1943 GEDEPORTEERD VERMOORD 19.2.1945 MITTELBAU-DORA                   | Mariakerke, Gérard Willemotlaan 90   | Gérard Willemot       |

### Sint-Niklaas
In Sint-Niklaas liggen er anno augustus 2022 zes Stolpersteine.
| Stolperstein | Inscriptie | Adres                            | Biografie                    |
| ------------ | --- | -------------------------------- | ---------------------------- |
|              | HIER WOONDE GREGOOR DE PLUKKER GEB. 1923 VERPLICHT TEWERKGESTELD VERMOORD 9-4-1945 KLAUSEN-LEOPOLDSDORF                                    | Sinaai, Kernemelkstraat 24       | Georges De Plukker           |
|              | HIER WOONDE ARMAND DE TENDER GEB. 1918 VERZETSSTRIJDER GEARRESTEERD 2-8-1944 GEDEPORTEERD BUCHENWALD BEVRIJD                               | Belsele, Groenstraat 70          | Armand De Tender             |
|              | HIER WOONDE RAPHAËL DE TENDER GEB. 1915 VERZETSSTRIJDER GEARRESTEERD 2-8-1944 GEDEPORTEERD BUCHENWALD BEVRIJD                              | Belsele, Groenstraat 70          | Raphaël De Tender            |
|              | HIER WOONDE ALBERT DYKERS GEB. 1915 VERZETSSTRIJDER GEARRESTEERD 24-3-1944 'SPOOKTREIN' BEVRIJD                                            | Sint-Niklaas, Veldstraat 89      | Albert Dykers (1915–1995)    |
|              | RITA DYKERS GEB. 11-11-1944 RAVENSBRUCK VERMOORD DEC-1944 RAVENSBRUCK                                                                      | Sint-Niklaas, Veldstraat 89      | Rita Dykers (1944–1944)      |
|              | HIER WOONDE MARIA RODRIGUS GEB. 1919 VERZETSSTRIJDER 'LUC/MARC' GEARRESTEERD 24-3-1944 GEDEPORTEERD RAVENSBRUCK OVERLEDEN MRT-1945 RECHLIN | Sint-Niklaas, Veldstraat 89      | Maria Rodrigus (1919–1945)   |
|              | HIER WOONDE JEROME VAN WIELE GEB. 1923 VERMOORD 5.9.1944 NIEUWKERKEN                                                                       | Nieuwkerken-Waas, Gyselstraat 79 | Jerôme Van Wiele (1923–1944) |

### Wichelen
| Stolperstein | Inscriptie | Adres                        | Biografie                                |
| ------------ | --- | ---------------------------- | ---------------------------------------- |
|              | HIER WOONDE OREEL VAN DEN ABEELE GEB. 1922 VERZETSSTRIJDER NEERGESCHOTEN 7.9.1944 WETTEREN                                                           | Wichelen, Wanzelestraat 20   | Oreel van den Abeele (1922-1944)         |
|              | HIER WOONDE MARGRIET CROMBEEN GEB. 1901 VERZETSSTRIJDER GEARRESTEERD 31.8.1944 GENTBRUGGE GEDEPORTEERD 1944 UIT GENT VERMOORD APRIL 1945 RAVENSBRÜCK | Wichelen, Wettersestraat 25  | Margriet Crombeen (1901-1945)            |
|              | HIER WOONDE RENE GOEMAN GEB. 1914 VERZETSSTRIJDER GEARRESTEERD SEPT. 1943 WETTEREN VERMOORD 6.10.1943 OOSTAKKER                                      | Wichelen, Wanzelesteenweg 13 | René Goeman (1914-1943)                  |
|              | HIER WOONDE FRANS VAN HECK GEB. 1923 VERPLICHT TEWERKGESTELDE DUITSLAND OVERLEDEN 21.7.1945 MAAGDENBURG                                              | Wichelen, Boterhoek 17       | Frans van Heck (1923-1945)               |
|              | HIER WOONDE CORNELIS LEON VAN HERREWEGHE GEB. 1924 VERPLICHT TEWERKGESTELDE DUITSLAND OVERLEDEN 31.12.1944 NEUENGAMME                                | Wichelen, Hoogstraat 29      | Cornelis Leon van Herreweghe (1924-1944) |
|              | HIER WOONDE ALBERT TEMMERMAN GEB. 1915 VERZETSSTRIJDER GEARRESTEERD 24.8.1944 LEDEBERG VERMOORD 24.8.1944 GENT                                       | Wichelen, Stationsstraat 30  | Albert Temmerman (1915-1944)             |

## Vlaams-Brabant

### Leuven
In Leuven liggen zeventien Stolpersteine.
| Stolperstein | Inscriptie | Adres                         | Biografie                   |
| ------------ | --- | ----------------------------- | --------------------------- |
|              | HIER WOONDE JOSEF ADLER GEB. 1924 GEDEPORTEERD 1942 AUSCHWITZ-BIRKENAU VERMOORD                                                                          | Leuven, Martelarenlaan 179    | Josef Adler                 |
|              | HIER WOONDE ERNST JOSEF ROTHSCHILD GEB. 1930 ONDERGEDOKEN 26.3.1944 OVERLEEFDE                                                                           | Leuven, Martelarenlaan 179    | Ernst Josef Rothschild      |
|              | HIER WOONDE FELIX JACOB ROTHSCHILD GEB. 1927 GEDEPORTEERD 1942 AUSCHWITZ-BIRKENAU VERMOORD                                                               | Leuven, Martelarenlaan 179    | Felix Jacob Rothschild      |
|              | HIER WOONDE HANNAH SÜLAMITH ROTHSCHILD GEB. 1928 GEARRESTEERD 26.3.1944 GEDEPORTEERD 1944 VITTEL BEVRIJD                                                 | Leuven, Koning Albertlaan 108 | Hannah Sülamith Rothschild  |
|              | HIER WOONDE JACOB RUBEN ROTHSCHILD GEB. 1886 GEARRESTEERD 10.5.1940 GEINTERNEERD SAINT-CYPRIEN, GURS, DRANCY DEPORTIERT 1942 AUSCHWITZ-BIRKENAU VERMOORD | Leuven, Koning Albertlaan 108 | Jacob Ruben Rothschild      |
|              | HIER WOONDE JULIUS ALEXANDER ROTHSCHILD GEB. 1933 ONDERGEDOKEN 26.3.1944 OVERLEEFDE                                                                      | Leuven, Koning Albertlaan 108 | Julius Alexander Rothschild |
|              | HIER WOONDE JULIUS MICHAEL ROTHSCHILD GEB. 1925 GEDEPORTEERD 1942 AUSCHWITZ-BIRKENAU VERMOORD                                                            | Leuven, Martelarenlaan 179    | Julius Michael Rothschild   |
|              | HIER WOONDE LEO ROTHSCHILD GEB. 1898 GEARRESTEERD 10.5.1940 GEINTERNEERD SAINT-CYPRIEN GURS MURET - HAUTE GARONNE BEVRIJD                                | Leuven, Martelarenlaan 179    | Leo Rothschild              |
|              | HIER WOONDE MATHILDE RENATE ROTHSCHILD GEB. 1926 GEDEPORTEERD 1942 AUSCHWITZ-BIRKENAU VERMOORD                                                           | Leuven, Koning Albertlaan 108 | Mathilde Renate Rothschild  |
|              | HIER WOONDE MATHILDE TIRZAH ROTHSCHILD GEB. 1923 GEDEPORTEERD 1942 AUSCHWITZ-BIRKENAU VERMOORD                                                           | Leuven, Koning Albertlaan 108 | Mathilde Tirzah Rothschild  |
|              | HIER WOONDE NOEMI BERTHA ROTHSCHILD GEB. 1931 ONDERGEDOKEN 26.3.1944 OVERLEEFDE                                                                          | Leuven, Koning Albertlaan 108 | Noemi Bertha Rothschild     |
|              | HIER WOONDE SUZANNE MARION ROTHSCHILD GEB. 1926 GEDEPORTEERD 1942 AUSCHWITZ-BIRKENAU VERMOORD                                                            | Leuven, Koning Albertlaan 108 | Suzanne Marion Rothschild   |
|              | HIER WOONDE BETTY ROTHSCHILD FLÖRSHEIM GEB. 1895 GEDEPORTEERD 1942 AUSCHWITZ-BIRKENAU VERMOORD                                                           | Leuven, Martelarenlaan 179    | Betty Rothschild Flörsheim  |
|              | HIER WOONDE FLORA ROTHSCHILD FLÖRSHEIM GEB. 1891 GEARRESTEERD 26.3.1944 GEINTERNEERD VITTEL BEVRIJD                                                      | Leuven, Koning Albertlaan 108 | Flora Rothschild Flörsheim  |
|              | HIER WOONDE GUSTAAF RUELENS GEB. 1907 VERZETSSTRIJDER 'P.L.' GEARRESTEERG 23-12-1943 KESSEL - LO GEÏNTERNEERD 8-5-1944 BUCHENWALD BEVRIJD                | Leuven, Zavelstraat 140       | Gustaaf Ruelens             |
|              | HIER WOONDE LOTTE WEISSMANN GEB. 1912 GEARRESTEERD 26.3.1944 GEDEPORTEERD 1944 AUSCHWITZ-BIRKENAU BEVRIJD                                                | Leuven, Martelarenlaan 179    | Lotte Weissmann             |

### Bertem
In Bertem zijn er drie struikelblokken langs de Tervuursesteenweg.
| Stolperstein | Inscriptie | Adres                    | Herdachte persoon            |
| ------------ | --- | ------------------------ | ---------------------------- |
|              | HIER WOONDE EMIEL DOTTERMANS GEB. 1922 VERZETSSTRIJDER GEARRESTEERD GEÏNTERNEERD 8.12.1943 GEËXECUTEERD 1.3.1944 BREENDONK | Bertem Tervuursesteenweg | Emiel Dottermans (1922–1944) |
|              | HIER WOONDE FRANCOIS JOURAND GEB. 1924 VERZETSSTRIJDER GEARRESTEERD GEÏNTERNEERD 9.12.1943 GEËXECUTEERD 1.3.1944 BREENDONK | Bertem Tervuursesteenweg | François Jourand (1924–1944) |
|              | HIER WOONDE GASTON JOURAND GEB. 1921 VERZETSSTRIJDER GEARRESTEERD GEÏNTERNEERD 9.12.1943 GEËXECUTEERD 1.3.1944 BREENDONK   | Bertem Tervuursesteenweg | Gaston Jourand (1921–1944)   |

### Lubbeek
In Lubbeek ligt er een struikelsteen op de hoek van de Steenrotsstraat 32 voor Raymond Vrancken.
| Stolperstein | Inscriptie | Adres                      | Herdachte persoon                    |
| ------------ | --- | -------------------------- | ------------------------------------ |
|              | HIER WOONDE RAYMOND CAROLUS VRANCKEN GEB. 1907 GIJZELAAR VERRADEN GEARRESTEERD 27-1-1944 PELLENBERG GEÏNTERNEERD 8-5-1944 BUCHENWALD VERMOORD 17-1-1945 | Lubbeek Steenrotsstraat 32 | Raymond Carolus Vrancken (1907–1945) |

### Tielt-Winge
In de Binkomstraat in Meensel-Kiezegem (Tielt-Winge) ligt een struikelsteen voor oud-burgemeester Remigius (Remi) Morren.
| Stolperstein | Inscriptie                                                                                              | Adres                         | Herdachte persoon           |
| ------------ | --- | ----------------------------- | --------------------------- |
|              | HIER WOONDE REMIGIUS MORREN GEB. 1884 GEARRESTEERD 11.8.1944 GEDEPORTEERD VERMOORD 31.1.1945 NEUENGAMME | Meensel-Kiezegem Binkomstraat | Remigius Morren (1884–1944) |

## West-Vlaanderen

### Brugge
Tien stolpersteine in Brugge.
| Stolperstein | Inscriptie | Adres                                    | Herdachte persoon                         |
| ------------ | --- | ---------------------------------------- | ----------------------------------------- |
|              | HIER WOONDE JACKY BARKAN GEB. 1938 JOODS KIND OP DE VLUCHT OVERLEDEN 2014 ISRAËL                                                                                         | Brieversweg 83 Sint-Kruis (Brugge)       | Jacky Barkan, ook Borzykowski (1938-2014) |
|              | HIER WOONDE MATHIEU HINOUL GEB. 1926 VERZETSSTRIJDER GEARRESTEERD 21-9-1943 GEÏNTERNEERD 17-11-1943 SINT-GILLIS GEDEPORTEERD 20-11-1943 VERMOORD 11-2-1945 MIDDEN-EUROPA | August Derrestraat 47 Assebroek (Brugge) | Mathieu Hinoul (1926–1945)                |
|              | IN DUDZELE WOONDE CYRIEL HUYS GEB. 1925 VERZETSSTRIJDER GEARRESTEERD 23-02-1944 DUDZELE GEDEPORTEERD 12-6-1944 GROSS-STREHLITZ BUCHENWALD BEZWEKEN APRIL 1945            | Westkapelse Steenweg 44 Dudzele          | Cyriel Huys (1925-1945)                   |
|              | HIER WOONDE HECTOR JOYE GEB. 1893 ONTHOOFD 18 OKTOBER 1943 DORTMUND | Sint-Jorisstraat 69 Brugge               | Hector Joye (1893-1943)                   |
|              | HIER WOONDE NORBERT VANBEVEREN GEB. 1925 VERZETSTRIJDER GEARRESTEERD 23-09-1943 ONTHOOFD 27-11-1944 MÜNCHEN                                                              | Karel De Stoutelaan 70 Brugge            | Norbert Vanbeveren (1925-1944)            |
|              | HIER WOONDE RENAAT VANDEVOORDE GEB. 1921 GEARRESTEERD [...] BRUGGE DWANGARBEID BRAUNSCHWEIG 1944 OBERHAUSEN 1944 PÖLITZ 1944 OVERLEEFD                                   | Mortierstraat 46 Brugge                  | Renaat Vandevoorde (1921-2021)            |
|              | HIER WOONDE EDUARD ZIMMERMAN GEB. 1933 JOODS KIND OP DE VLUCHT OVERLEDEN 1978                                                                                            | Kastanjelaan 4 Sint-Kruis (Brugge)       | Eduard Zimmerman (1933-1978)              |

- Leon Pollet, Geervelde 56, Assebroek, verzetsman en politiek gevangene
- Bertha en Albert Serreyn, Serreynstraat 22, Sint-Andries, verzetslui en politiek gevangene

### Kortrijk, Menen, Nieuwpoort
Elk een Stolperstein in Kortrijk en Nieuwpoort, twee Stolpersteine in Menen.
| Stolperstein | Inscriptie | Adres                                           | Herdachte persoon               |
| ------------ | --- | ----------------------------------------------- | ------------------------------- |
|              | HIER WOONDE MARCEL BEUN GEB. 1910 WEERSTANDER AANGEHOUDEN 7.3.1944 GEDEPORTEERD AUSCHWITZ DODENMARS VERMOORD 7.4.1945 | Pieter Braeckelaan 10 Nieuwpoort                | Marcel Beun (1910–1945)         |
|              | HIER WOONDE EDMOND BUYSSCHAERT GEB. 1923 GEHEIM LEGER VERMOORD 2.9.1944 KORTRIJK                                      | Graanmarkt Kortrijk                             | Edmond Buysschaert (1923–1944)  |
|              | HIER WOONDE JULIEN CAGNIE GEB. 1899 VERZETSTRIJDER GEARRESTEERD 7-12-1943 VERMOORD 28-2-1945 ELLRICH                  | Koningin Astridlaan 38 Menen                    | Julien Cagnie (1899-1945)       |
|              | HIER WOONDE GIZELA KLEINBARTOVA GEB. 1916 GEDEPORTEERD 1942 AUSCHWITZ VERMOORD 28.9.1942                              | Op de hoek Rijselstraat / Vlamingenstraat Menen | Gizela Kleinbartova (1916–1942) |

## Plaatsing
- 23 mei 2012: Sint-Truiden (Vissegatstraat 53)
- 17 april 2014: Mol
- 3 februari 2017: Leuven, Sint-Truiden (Diesterstraat 47, Gasthuisstraat 37, Groote Markt 39, Haardstraat 31, Slachthuisstraat 11, 18 und 37, Vissegatstraat 35 en 38)
- 4 februari 2017: Gent (Kortrijksepoortstraat 244)
- 11 februari 2018: Antwerpen (Pretoriastraat 30, Stoomstraat 3)
- 12 februari 2018: Gent (hoek Veldstraat/Hoornstraat)
- 6 maart 2019: Gent (Fortla 93-94, Groot-Brittanniëlaan 88, Hendrik Waelputstraat 11, Kortrijksepoortstraat 240, Monterreystraat 63, Paul Fredericqstraat 91)
- 7 maart 2019: Gent (André De Bruynestraat 5, Dorpsstraat 34, Gérard Willemotlaan 90, Goubalaan 5, Henri Storystraat, Kortrijksesteenweg 890)
- 31 augustus 2022: Sint-Niklaas (Groenstraat 70, Gyselstraat 79, Kernemelkstraat 24, Veldstraat 89)[41]
- 1 november 2022: Beverlo
- 27 april 2024: Kessel-Lo[42]

Stolpersteine in het Brussels Hoofdstedelijk Gewest

Anderlecht ·
Brussel Stad ·
Elsene ·
Etterbeek ·
Evere ·
Jette ·
Koekelberg ·
Oudergem ·
Schaarbeek ·
Sint-Agatha-Berchem ·
Sint-Gillis ·
Sint-Jans-Molenbeek ·
Sint-Joost-ten-Node ·
Sint-Lambrechts-Woluwe ·
Sint-Pieters-Woluwe ·
Ukkel ·
Vorst ·
Watermaal-Bosvoorde
Stolpersteine in Vlaanderen

Antwerpen ·
Beverlo ·
Brugge ·
Dendermonde ·
Gent ·
Herentals ·
Kortrijk ·
Leuven ·
Menen ·
Mol ·
Nieuwpoort ·
Sint-Niklaas ·
Sint-Truiden ·
Wichelen
Stolpersteine in Wallonië

Aarlen ·
Beaumont ·
Bergen ·
Charleroi ·
Eupen ·
Lontzen ·
Luik ·
Manage ·
Namen ·
Pepinster ·
Sambreville ·
Verviers